# Андроконии
Андроконии (лат. Androconia) — группы специализированных чешуек на теле бабочек, которые служат для испарения пахучего секрета гиподермальных желез у самцов, привлекающего самок.
У бабочек, имеющих андроконии, они обычно сосредоточены на определённых участках тела. У дневных бабочек андрокониальные чешуйки чаще всего локализуются на верхней стороне передних крыльев (у данаид — на задних крыльях), располагаясь между покровными чешуйками или образуя различных размеров и формы андрокониальные поля, выделяющиеся на фоне крыла своим цветом и фактурой (бархатистые, атласные).
У белянок андроконии расположены почти по всей поверхности крыльев. У других видов они сосредоточены на определённых участках тела, и часто образуют на крыльях особые бархатистые пятна или полоски.
У некоторых толстоголовок (Hesperiidae) на переднем крыле развит так называемый костальный заворот — завернутая на верхнюю сторону лопасть перепонки крыла, под которой располагается кисть удлиненных андроконий. Кроме крыльев, андрокониальные структуры у дневных бабочек могут располагаться на брюшке (характерные выворачивающиеся кисти данаид, а также на голенях задних ног (тибиальная кисть некоторых Hesperiidae). Часто они образуют на крыльях особые бархатистые пятна или полоски. Особенно хорошо такие поля в виде косого мазка в виде запятой на передних крыльях заметны у самцов толстоголовки-запятой (Augiades comma). У некоторых видов толстоголовок (Hesperiidae) пахучие чешуйки находятся пучочком на голенях задних ножек или в складках на переднем крае первой пары крыльев.
Самцы различных видов бабочек, благодаря андрокониям, могут пахнуть различными, воспринимаемыми человеком ароматами. Например, самец брюквенницы пахнет лимонным маслом, самец репницы — слабым запахом резеды, самец капустницы — слабым запахом герани, самки и самцы тутового шелкопряда пахнут мускусом.
Эти запахи обусловлены присутствием на крыльях особых чешуек, соединенных с пахучими железами.
Признаки андрокониального аппарата — форма и размеры андрокониальных чешуек, локализация и характер андрокониальных полей, а в некоторых случаях и воспринимаемый человеком аромат — в отдельных группах бабочек имеют важное значение при дифференциальном определении видов и родов.